# Klub 100

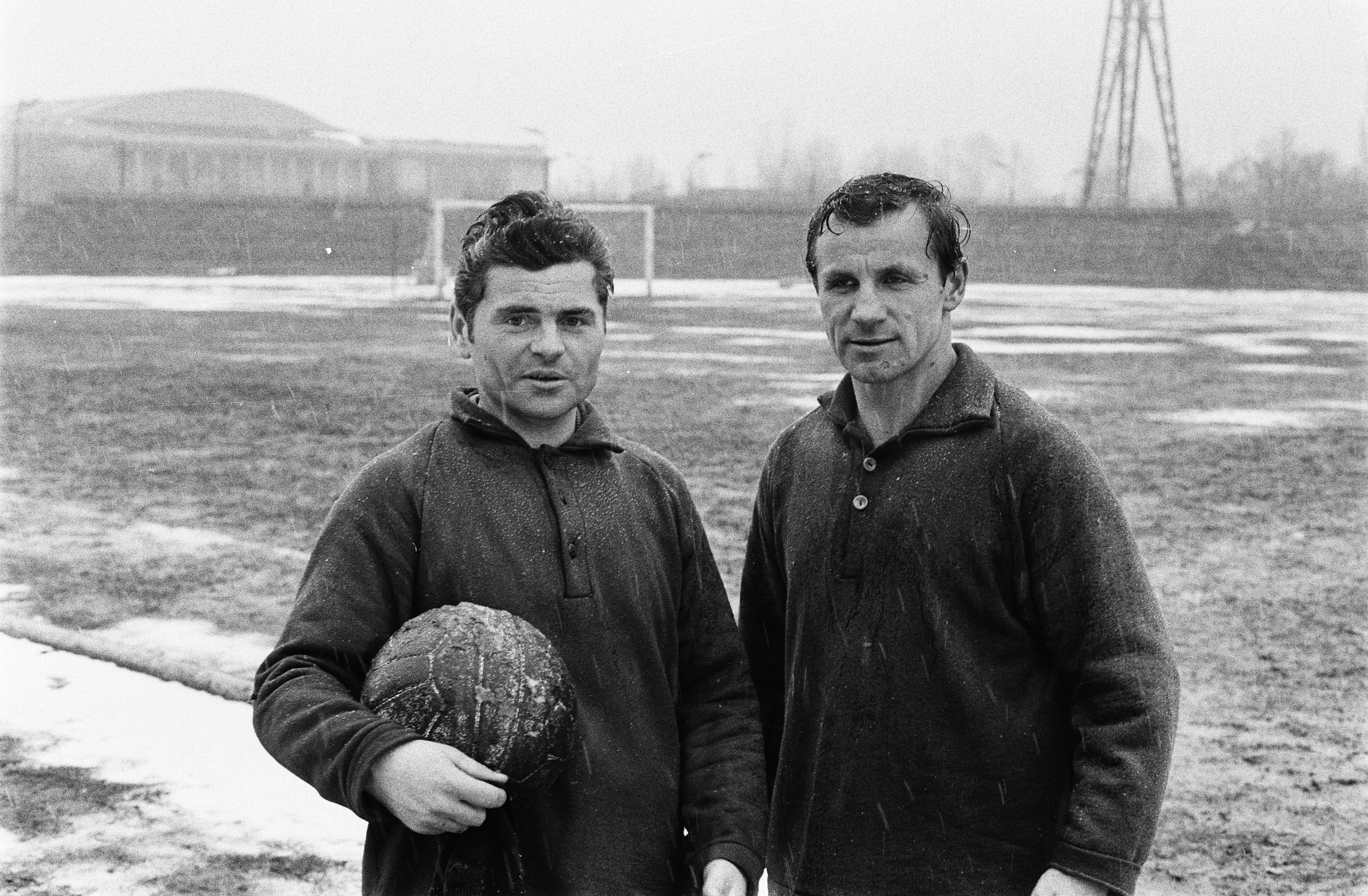
Lucjan Brychczy (z piłką) jest rekordzistą pod względem liczby bramek zdobytych w jednym klubie.

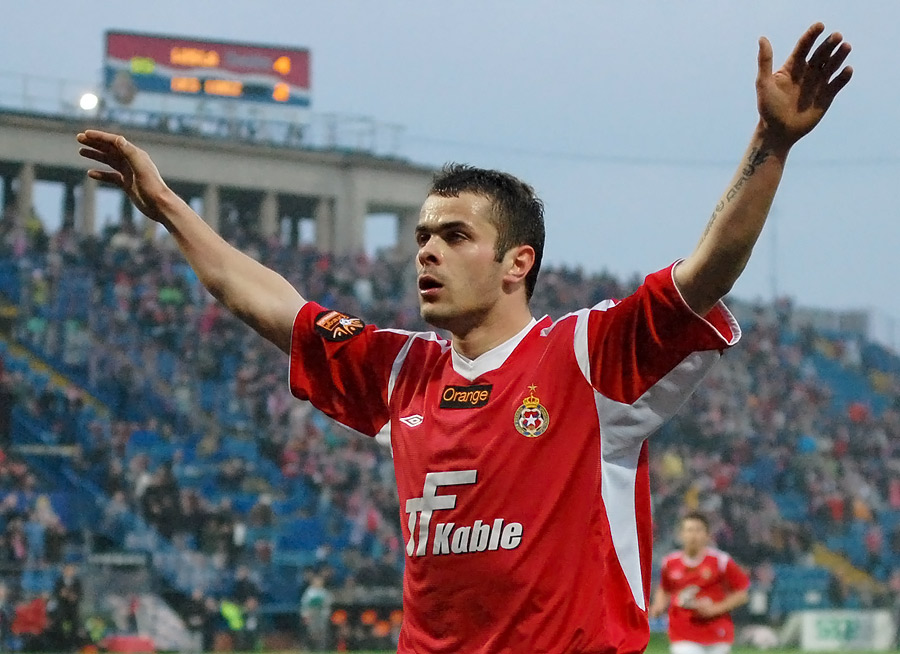
Paweł Brożek rozegrał najwięcej spotkań (376) spośród wszystkich członków klubu setników.

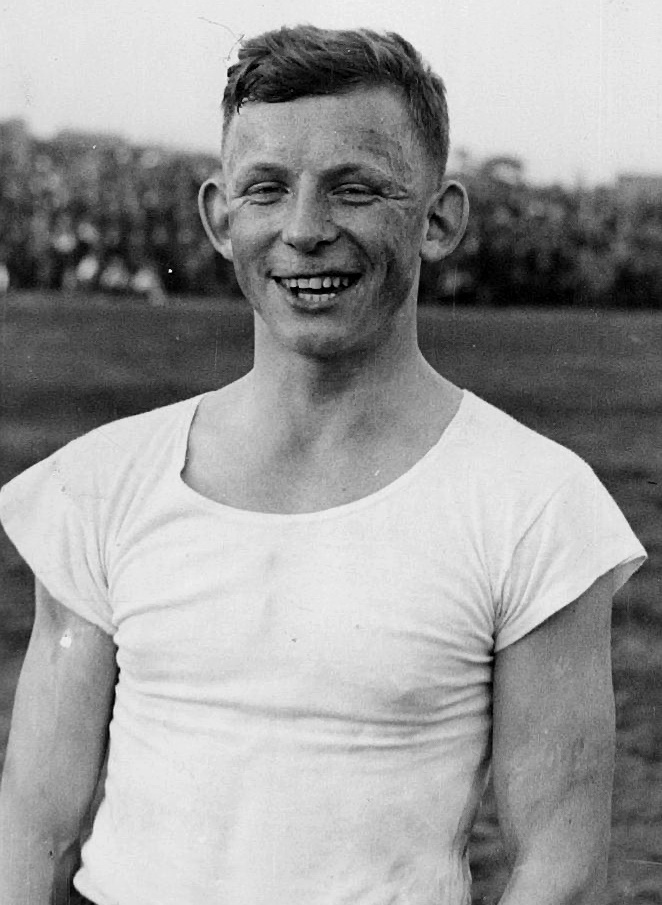
Ernest Wilimowski to jedyny piłkarz w klubie 100, który zdobył więcej bramek niż rozegrał spotkań.

Klub 100, klub setników – tradycyjna nazwa listy piłkarzy, którzy podczas swojej kariery zdobyli 100 lub więcej bramek w rozgrywkach o mistrzostwo Polski: ligowych najwyższego szczebla oraz nieligowych (turniejach finałowych mistrzostw Polski).

## Opis zestawienia
Lista została spopularyzowana dzięki ukazującym się co pół roku Skarbom Kibica Przeglądu Sportowego, zawierającym listę zdobywców co najmniej 100 bramek w - rozgrywanej w latach 1927–1939 oraz od 1948, zmieniającymi się często systemami - polskiej ekstraklasie. Poniższa lista uwzględnia wszystkie gole zdobyte przez zawodników w oficjalnych grach o mistrzostwo Polski, również te zdobyte w sezonach 1921–1926 oraz 1946–1947, rozgrywanych systemem quasi-ligowym (tak jak w klasycznej lidze grano każdy z każdym, mecz i rewanż, a o pozycji w mistrzostwach decydowała liczba zdobytych punktów, jednak zamiast zasady spadków i awansów rozgrywano co roku eliminacje okręgowe).
Większość danych liczbowych zaczerpnięto z opracowań Andrzeja Gowarzewskiego, który podczas rozstrzygania autorstwa poszczególnych trafień korzystał z największej liczby danych źródłowych, przez kilkadziesiąt lat analizując relacje prasowe, kroniki klubowe, osobiste dzienniki prowadzone przez zawodników i działaczy, wartościując ich rangę i wiarygodność oraz rozmawiając z uczestnikami spotkań mistrzowskich. Na marginesie umieszczono uwagi dotyczące najbardziej popularnych różnic między poniższą listą a innymi jej wersjami.
Pierwszym piłkarzem, który znalazł się na poniższej liście jest Wacław Kuchar – zdobył on swojego jubileuszowego gola 26 maja 1929 w meczu z Czarnymi Lwów. Obecnie w grupie zdobywców co najmniej 100 bramek w mistrzostwach Polski znajduje się 33 zawodników. Liderem zestawienia od 6 czerwca 1965 pozostaje Ernest Pohl (dwie bramki w meczu z Pogonią Szczecin).
Jedynymi obcokrajowcami w zestawieniu są Portugalczyk Flávio Paixão, który zdobywał bramki w Ekstraklasie jako piłkarz Śląska Wrocław i Lechii Gdańsk oraz Hiszpan Jesús Imaz, który zdobywał gole dla Wisły Kraków i Jagiellonii Białystok. 

## Klasyfikacja
Stan na 17 sierpnia 2025 r.
| Lp. | Kraj       | Zawodnik             | Lata      | Kluby (gole) | Gole | Mecze | Średnia | Uwagi       |
| --- | ---------- | -------------------- | --------- | --- | ---- | ----- | ------- | ----------- |
| 1.  |            | Ernest Pol           | 1954–1967 | CWKS Warszawa (43), Górnik Zabrze (143)                                                                                                | 186  | 264   | 0,70    | [ b ]       |
| 2.  |            | Lucjan Brychczy      | 1954–1971 | CWKS/Legia Warszawa | 182  | 368   | 0,49    |             |
| 3.  |            | Gerard Cieślik       | 1948–1959 | Ruch/Chemik/Unia/Unia-Ruch Chorzów | 168  | 237   | 0,70    | [ 7 ] [ c ] |
| 4.  | Polska     | Tomasz Frankowski    | 1992–2013 | Jagiellonia Białystok (52), Wisła Kraków (115)                                                                                         | 167  | 302   | 0,55    | [ d ]       |
| 5.  |            | Teodor Peterek       | 1928–1948 | Ruch Hajduki Wielkie/Chorzów | 157  | 192   | 0,82    | [ e ]       |
| 6.  |            | Włodzimierz Lubański | 1963–1975 | Górnik Zabrze | 155  | 234   | 0,66    |             |
| 7.  |            | Kazimierz Kmiecik    | 1968–1982 | Wisła Kraków | 153  | 304   | 0,50    |             |
| 8.  | Polska     | Paweł Brożek         | 2001–2020 | Wisła Kraków (144), GKS Katowice (5)                                                                                                   | 149  | 376   | 0,40    | [ f ] [ 8 ] |
| 9.  |            | Jan Liberda          | 1954–1971 | Ogniwo/Polonia Bytom | 146  | 304   | 0,48    |             |
| 10. |            | Teodor Anioła        | 1948–1961 | KKS/ZZK/Kolejarz/Lech Poznań | 138  | 196   | 0,70    | [ 9 ] [ g ] |
| 11. |            | Fryderyk Scherfke    | 1927–1939 | Warta Poznań | 129  | 236   | 0,55    | [ h ]       |
| 12. |            | Henryk Reyman        | 1923–1933 | Wisła Kraków | 128  | 149   | 0,86    | [ i ]       |
| 13. | Polska     | Jerzy Podbrożny      | 1990–2003 | Igloopol Dębica (7), Lech Poznań (48), Legia Warszawa (45), Zagłębie Lubin (11), Pogoń Szczecin (6), Amica Wronki (1), Widzew Łódź (4) | 122  | 277   | 0,43    |             |
| 14. |            | Józef Nawrot         | 1926–1939 | Cracovia (5), Legia Warszawa (107), Polonia Warszawa (9)                                                                               | 121  | 193   | 0,63    | [ j ] [ k ] |
| 14. | Polska     | Maciej Żurawski      | 1994–2011 | Lech Poznań (19), Wisła Kraków (102)                                                                                                   | 121  | 251   | 0,48    |             |
| 16. | Polska     | Marcin Robak         | 2006–2019 | Korona Kielce (19), Widzew Łódź (7), Piast Gliwice (5), Pogoń Szczecin (32), Lech Poznań (20), Śląsk Wrocław (37)                      | 120  | 252   | 0,48    |             |
| 17. |            | Ernest Wilimowski    | 1929–1939 | Ruch Hajduki Wielkie/Chorzów | 117  | 87    | 1,34    | [ l ]       |
| 18. |            | Andrzej Jarosik      | 1963–1974 | Zagłębie Sosnowiec | 113  | 265   | 0,43    |             |
| 19. |            | Grzegorz Lato        | 1970–1980 | Stal Mielec | 111  | 272   | 0,41    |             |
| 20. |            | Andrzej Szarmach     | 1972–1980 | Górnik Zabrze (49), Stal Mielec (60)                                                                                                   | 109  | 211   | 0,52    |             |
| 20. | Polska     | Piotr Reiss          | 1994–2013 | Lech Poznań | 109  | 328   | 0,33    |             |
| 22. |            | Michał Matyas        | 1929–1948 | Pogoń Lwów (101), Polonia Bytom (7) | 108  | 172   | 0,62    |             |
| 22. | Portugalia | Flávio Paixão        | 2014–2023 | Śląsk Wrocław (24), Lechia Gdańsk (84)                                                                                                 | 108  | 310   | 0,35    |             |
| 24. |            | Eugeniusz Lerch      | 1957–1974 | Ruch Chorzów (85), ROW Rybnik (22) | 107  | 294   | 0,36    |             |
| 25. |            | Wacław Kuchar        | 1921–1934 | Pogoń Lwów | 104  | 200   | 0,52    | [ m ] [ n ] |
| 25. |            | Eugeniusz Faber      | 1959–1971 | Ruch Chorzów | 104  | 284   | 0,37    |             |
| 25. | Polska     | Marek Koniarek       | 1984–1998 | Szombierki Bytom (3), GKS Katowice (32), Zagłębie Sosnowiec (4), Widzew Łódź (65)                                                      | 104  | 271   | 0,38    |             |
| 28. | Polska     | Mariusz Śrutwa       | 1991–2003 | Ruch Chorzów (96), Legia Warszawa (7)                                                                                                  | 103  | 281   | 0,37    |             |
| 29. |            | Artur Woźniak        | 1931–1947 | Wisła Kraków | 102  | 144   | 0,71    | [ o ] [ p ] |
| 29. |            | Joachim Marx         | 1963–1975 | Gwardia Warszawa (36), Ruch Chorzów (66)                                                                                               | 102  | 244   | 0,42    |             |
| 31. |            | Karol Kossok         | 1927–1935 | 1.FC Katowice (29), Cracovia (49), Pogoń Lwów (22)                                                                                     | 100  | 117   | 0,85    | [ q ]       |
| 31. |            | Henryk Kempny        | 1951–1963 | Ogniwo/Polonia Bytom (54), CWKS/Legia Warszawa (46)                                                                                    | 100  | 194   | 0,52    |             |
| 31. | Polska     | Marek Saganowski     | 1995–2016 | ŁKS Łódź (36), Orlen Płock (4), Odra Wodzisław Śląski (2), Legia Warszawa (58)                                                         | 100  | 312   | 0,32    |             |
| 31. | Hiszpania  | Jesús Imaz           | 2017–     | Wisła Kraków (14), Jagiellonia Białystok (86)                                                                                          | 100  | 240   | 0,42    |             |